# Lobaceve, Sloveanoserbsk
Lobaceve (în ucraineană Лобачеве) este un sat în comuna Jovte din raionul Sloveanoserbsk, regiunea Luhansk, Ucraina.

## Demografie
Componența lingvistică a localității Lobaceve
     Rusă (87,6%)
     Ucraineană (12%)
Conform recensământului din 2001, majoritatea populației localității Lobaceve era vorbitoare de rusă (87,6%), existând în minoritate și vorbitori de ucraineană (12%).